# Kristof Cattie
Kristof Cattie is een Belgisch politicus en burgemeester van de faciliteitengemeente Bever in Vlaams-Brabant. Hij is voorzitter van de lokale partij Thuis in Bever / Chez nous à Biévène, die zich richt op zowel Nederlandstalige als Franstalige inwoners. Naast zijn politieke functie werkte hij ook als postbode, wat hij als een manier ziet om dichtbij de inwoners te blijven.

## Biografie
Kristof Cattie groeide op in de regio rond Bever. Zijn dubbele rol als politicus en postbode trok media-aandacht vanwege de lange werkdagen die dit met zich meebrengt. Hij werkt als postbode in de vroege ochtenduren en zet zich daarnaast in voor het bestuur van Bever, een gemeente aan de taalgrens met een aanzienlijke Franstalige minderheid.

## Politieke carrière
In 2017 was Cattie een van de initiatiefnemers van de partij Thuis in Bever / Chez nous à Biévène, die voortkwam uit een fusie van lokale politieke groepen. Deze partij heeft als doel de communicatie en samenwerking tussen Nederlandstaligen en Franstaligen in de gemeente te verbeteren.
Bij de gemeenteraadsverkiezingen van 2024 behaalde Thuis in Bever / Chez nous à Biévène een absolute meerderheid met 68,7% van de stemmen, wat resulteerde in 9 van de 11 zetels in de gemeenteraad. Kristof Cattie behaalde persoonlijk 380 voorkeurstemmen, waarmee hij meer stemmen kreeg dan lijsttrekker Dirk Willem.
Volgens de afspraken binnen de partij zal Cattie de tweede helft van de legislatuur fungeren als burgemeester, terwijl Dirk Willem de eerste helft op zich neemt.

## Persoonlijk leven
Over het persoonlijke leven van Kristof Cattie is weinig publiekelijk bekend.